# Chapelle Sainte-Adèle de Brye
La chapelle Sainte-Adèle est un édifice religieux catholique sis à Brye dans le Hainaut, en Belgique. Immédiatement attenante à un puits elle fut construite au XVIIIe siècle pour accueillir les pèlerins venant se baigner les yeux à la source Sainte-Adèle dont les eaux sont dites avoir des vertus curatives pour les yeux.

## Histoire
Le pèlerinage annuel à sainte Adèle est très ancien. Il remonterait au Xe siècle. Il  rappelle la destinée d'Adèle, née aveugle vers l'an 650 et qui guérit de manière miraculeuse lors de son baptême. Ce qui en fit un intercesseur privilégié pour les maux affectant les yeux
Au XVIIIe siècle, un curé de Brye, originaire d’Orp-le-Grand où les reliques de sainte Adèle se trouvent et sont vénérées, prit l’initiative de construire une chapelle près de la source ‘miraculeuse’ de Brye (un village de 300 habitants) pour y mieux recevoir les dévots de la sainte. Le pèlerinage annuel à sainte Adèle se célèbre le premier dimanche suivant la fête de sainte Adèle (30 juin), au début du mois de juillet.

## Chronogramme
Le chronogramme latin sur le chapiteau de la porte indique l’année de construction: tUteLae oCULorUM aDILIae oVantes ConstrUXerUnt.  C’est-à-dire : Les fidèles de (sainte) Adèle, protectrice des yeux, (l’)ont construite. La date en est donc 1892.